# Pierre Marot
Pierre Marot (Neufchâteau, 15 dicembre 1900 – Parigi, 28 novembre 1992) è stato un medievista francese.
Direttore dell'École nationale des chartes, fu membro dell'Istituto di Francia, dell'Accademia Stanisław Leszczyński di Nancy e dell'Académie des inscriptions et belles-lettres, della quale divenne presidente all'inizio degli anni '70.